# Ruderclub Reuss Luzern
Der Ruderclub Reuss Luzern ist ein Schweizer Ruderverein mit Sitz am Vierwaldstättersee in Luzern. Er wurde 1904 gegründet und ist Mitglied im Schweizerischen Ruderverband. 

## Mitglieder

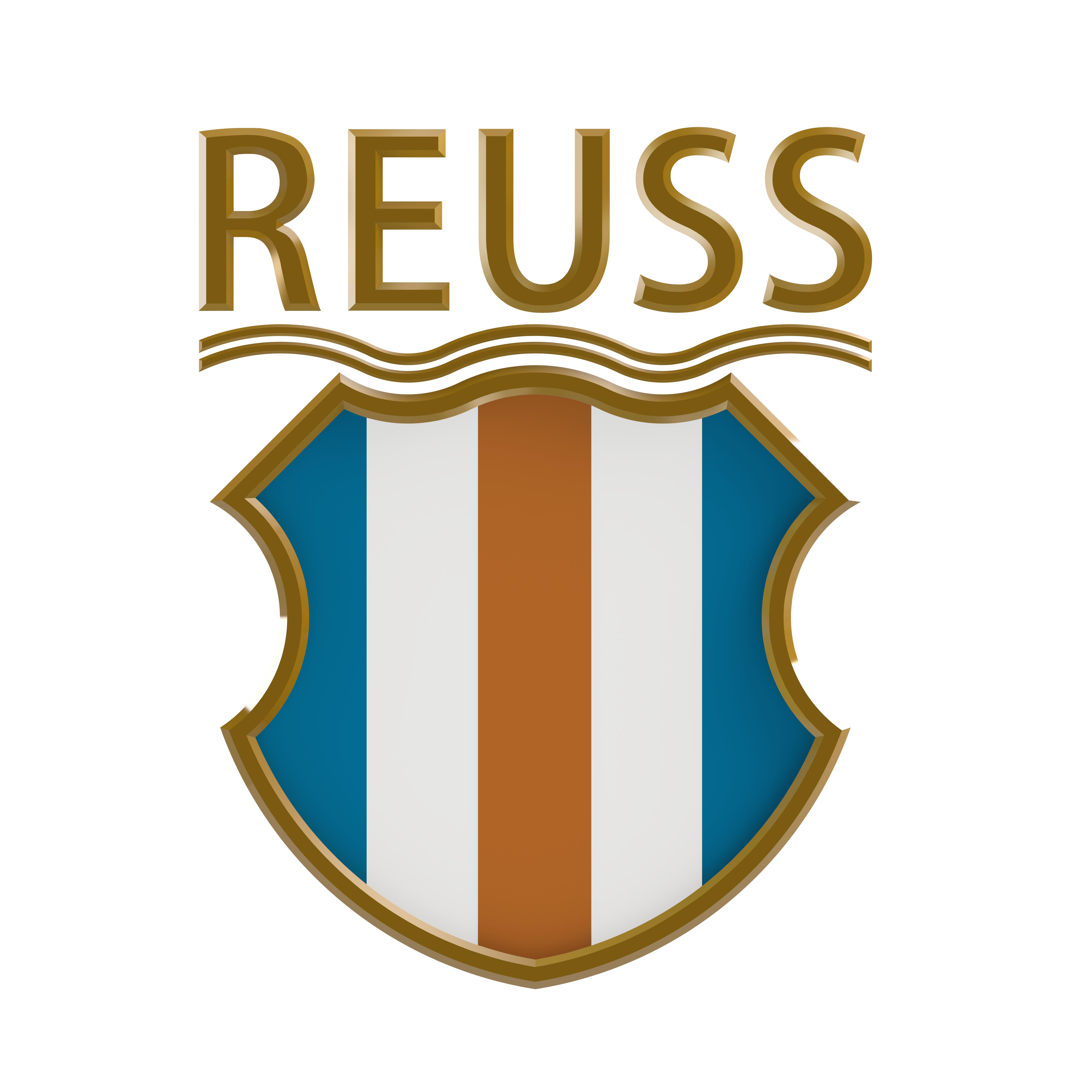
Reuss-Wappen

Der Ruderclub Reuss zählt rund 550 Mitglieder, die Rudern als Leistungssport oder als Breitensport betreiben. 

## Geschichte
Am 13. April 1904 wurde der RC Reuss im Gasthaus „Einhorn“ gegründet. 
Die Gründer waren:
| - A. Bühlmann - J. Bucher - R. Fenner - J. Frey - R. Grüter | - E. Ineichen - J. Krell - A. Müller - J. Renggli - J. Rey | - O. Schnyder - A. Schobinger - J. Schobinger - A. Stirnimann - R. Willimann |

Der Ruderbetrieb begann noch im Sommer 1904 mit einem vom See-Club Luzern gekauften Vierer. Die erste Bootshütte wurde unmittelbar nach der Gründung in Auftrag gegeben und bald darauf im Tribschen Ried gebaut.
Als die Stadt Luzern im Jahre 1910 auf dem Gelände eine Luftschiffhalle errichten wollte, musste die Bootshütte weichen. Dazu wurde die ganze Hütte auf einen Unterbau mit Rollen gestellt und zum neuen Standort im Tribschen Winkel verschoben. 
1920 wechselte der Standort zum letzten Mal mit der Erstellung des heutigen Bootshauses am Alpenquai. Die Einweihung fand im Herbst 1922 statt.

## Galerie

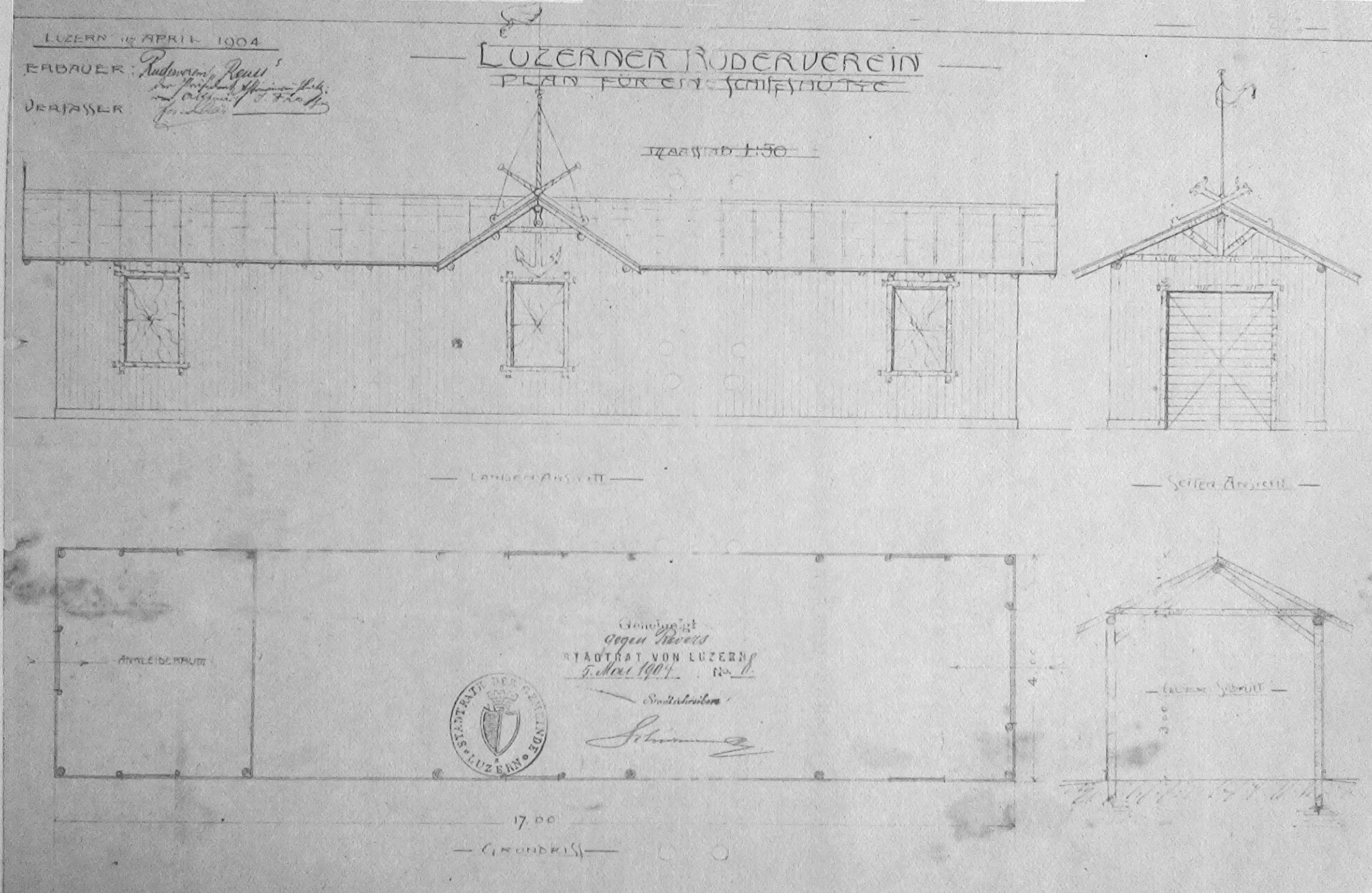
1904: Bauplan Bootshütte
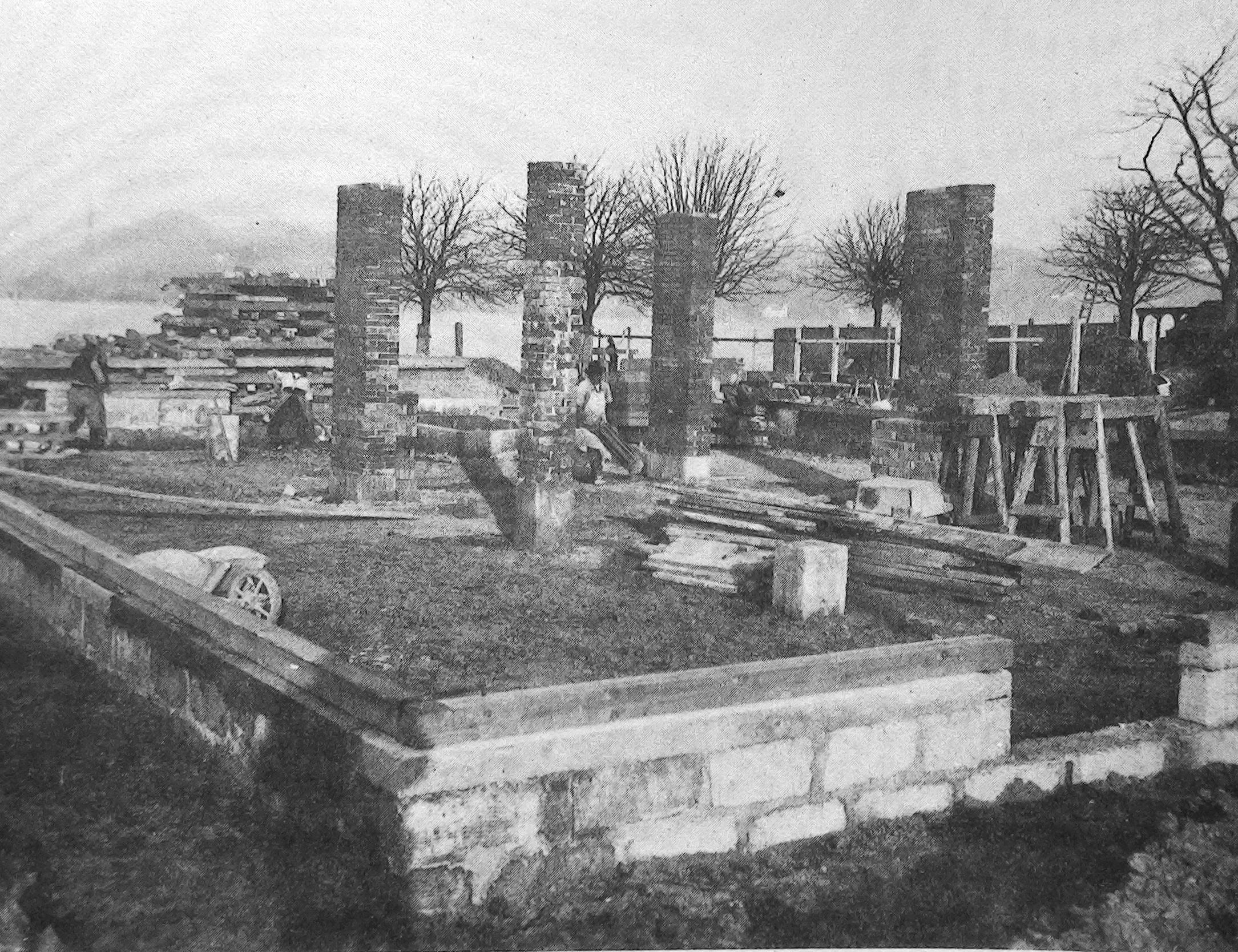
1922: Bootshausbau am Alpenquai
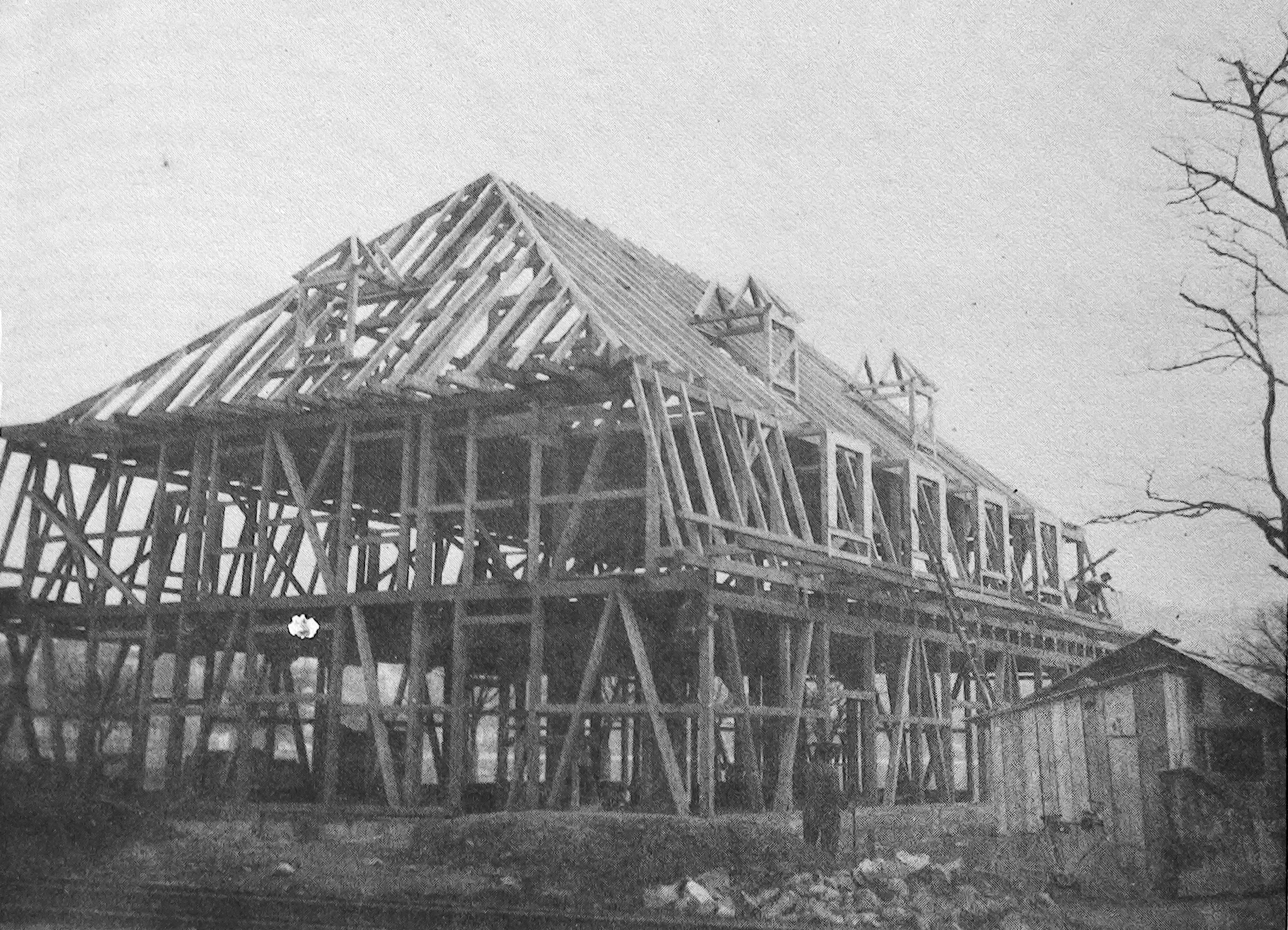
1922: Bootshausbau am Alpenquai

## Andere Ruderclubs in der Stadt Luzern
- See-Club Luzern
- Ruderclub Rotsee